# Heterolepidotus
Heterolepidotus es un género extinto de peces actinopterigios prehistóricos del orden Ionoscopiformes. Este género marino fue descrito científicamente por Egerton en 1872.

## Especies
Clasificación del género Heterolepidotus:
- † Heterolepidotus Egerton 1872
  - † Heterolepidotus angulati Deecke 1888
  - † Heterolepidotus cephalus Kner 1866hide
  - † Heterolepidotus dorsalis Kner 1866
  - † Heterolepidotus egidiivenantii de Alessandri 1910
  - † Heterolepidotus gibbus Bassani 1886
  - † Heterolepidotus latus Egerton 1872
  - † Heterolepidotus parvulus Gorjanovic-Kramberger 1905
  - † Heterolepidotus pectoralis Bellotti 1857
  - † Heterolepidotus rhombifer Agassiz 1836
  - † Heterolepidotus serrulatus Agassiz 1844
  - † Heterolepidotus striatus Agassiz 1844
  - † Heterolepidotus taramellii